# NGC 5544
NGC 5544 је спирална галаксија у сазвежђу Волар која се налази на NGC листи објеката дубоког неба.
Деклинација објекта је + 36° 34' 16" а ректасцензија 14h 17m 2,4s. Привидна величина (магнитуда) објекта NGC 5544 износи 13,3 а фотографска магнитуда 14,2. NGC 5544 је још познат и под ознакама UGC 9142, MCG 6-31-90, CGCG 191-73, ARP 199, VV 210, PRC D-46, KCPG 422A, PGC 51018.